# Black Sun (album)
Pour les articles homonymes, voir Black Sun.
Albums de Primal Fear
Nuclear Fire Devil's Ground
Black Sun est le quatrième album studio du groupe de heavy metal allemand Primal Fear. Sorti en 2002, il a été produit au studio Sonic Ranch, à Tornillo (Texas).

## Composition du groupe
- Ralf Scheepers : chant
- Mat Sinner : chant et basse
- Henny Wolter : guitare
- Stefan Leibing : guitare
- Klaus Sperling : batterie

## Guests
Metal Mike Chlasciak (Halford) : guitare sur Fear et Controlled

## Liste des chansons de l'album
1. Countdown To Insanity (instrumental) - 1:43
2. Black Sun - 4:01
3. Armageddon - 4:05
4. Lightyears From Home - 4:40
5. Revolution - 4:02
6. Fear - 4:19
7. Mind Control - 4:58
8. Magic Eye - 5:16
9. Mind Machine - 5:36
10. Silence - 4:39
11. We Go Down - 5:52
12. Cold Day In Hell - 4:10
13. Controlled - 3:36